# Malang Sarr
Malang Sarr (Nice, 23 de janeiro de 1999) é um futebolista francês que atua como zagueiro e Lateral-esquerdo. Atualmente joga pelo Lens.

## Carreira

### Nice
Malang Sarr começou a carreira no Nice logo aos 5 anos. Ele fez sua estreia na primeira rodada da Ligue 1 de 2016–17 onde também marcou seu primeiro gol.
| “                                           | Sempre morei aqui e apoiei o Ginásio. Continuará sendo um clube à parte por toda a minha vida. Meu clube. Contratar profissional aqui é um grande prazer, um sonho e, ao mesmo tempo, uma espécie de continuidade. Contratualmente, meu status evoluiu, mas no dia a dia as coisas permanecem as mesmas. Todos os meus entes queridos estão felizes. Eu também, mas sei que ainda tenho muito trabalho pela frente. | ” |
| — Malang Sarr sobre assinar com o seu time. | |   |

Além do demasiado destaque de já debutar marcando o único gol da partida contra o Rennes, Sarr também chamou a atenção quando dedicou o tento às vitimas de um ataque terrorista sofrido na cidade de Nice em 14 de julho daquele ano.
No decorrer dessa sua primeira época, o jovem zagueiro de 17 consolidou-se na defesa do time que brigava ativamente pelo título da Liga nas primeiras rodadas. O time alcançou o topo da tabela na 6ª rodada e ficou assim até a 19ª. O clube então ficou três partidas apenas e empatando, conseguiu vencer a jornada 22, mas foi na seguinte que as coisas complicaram para Malang.

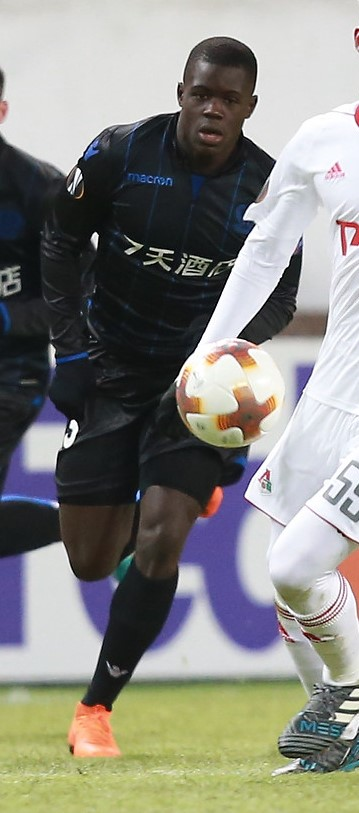
Malang Sarr pelo Nice.

Na rodada 23, o jovem zagueiro teve um desempenho abaixo e foi substituído no segundo tempo da partida contra o Monaco (após já ter performado de maneira negativa contra o Bastia na 21ª jornada), quando o placar mostrava que o time adversário havia marcado dois gols. Após o apito final, tal time conseguiu a vitória por três gols a nenhum do Nice.
Após isso, Sarr passou a não ser mais utilizado pelo técnico Lucien Favre. O treinador abdicou da formação com três zagueiros (que Malang fazia com Dante e Paul Baysse) e o defensor passou a receber bem menos oportunidades que outrora.
Ele chegou a jogar em uma minutagem baixíssima durante alguns jogos, mas retomou o posto de titular nas duas últimas rodadas do Campeonato.
Apesar do fim irregular, o time conseguiu alcançar a 3ª colocação da Liga e Sarr esteve disponível para atuar em mais competição internacional na carreira na próxima época, pois ele já havia estado com a equipe em uma campanha ruim do Nice na Fase de Grupos da Liga Europa da UEFA de 2016–17.
No restante de sua passagem, Sarr pôde ir se firmando no clube titular. Em alguns momentos de sua segunda época ele teve de atuar de maneira improvisada na lateral esquerda, a partir daí essa virou sua posição secundária. Mesmo que não tenha chegado longe em nenhuma competição que disputara, Malang era um dos destaques da equipe.
Em 2019, contra o Amiens, o jogador conseguiu chegar a marca de 100 jogos pelo Nice com apenas 20 anos. Após isso, ele faria apenas mais 19 partidas pelo clube, pois deixou o time com 119 partidas e três gols feitos. Em sua passagem, o zagueiro conquistou um espaço forte no time e até conseguiu a braçadeira de capitão em duas oportunidades.

### Chelsea
Após destaque no Nice, Sarr foi contratado para defender o Chelsea em agosto de 2020. A contratação foi sem custos, já que seu contrato havia expirado pelo Nice. Contudo, não chegou a debutar pelo clube inglês e foi rapidamente emprestado para outra equipe a fim de ganhar minutagem.
| “                                                                                    | Isso lhe dará a oportunidade de ganhar um tempo de jogo valioso e aumentar sua experiência para estar pronto quando se juntar ao nosso time. | ” |
| — Essa foi a explicação dada pelo Chelsea para emprestá-lo antes mesmo de seu debut. | |   |

### Porto (empréstimo)
Em outubro de 2020, o Porto anunciou a contratação de empréstimo do defensor até o fim da época.
No time de Portgal, Malang não conseguiu performar algo agradável aos adeptos. Entre passagens pelo time B e principal, o francês deixou o time após 19 jogos e um gol marcado.

### Chelsea (retorno)

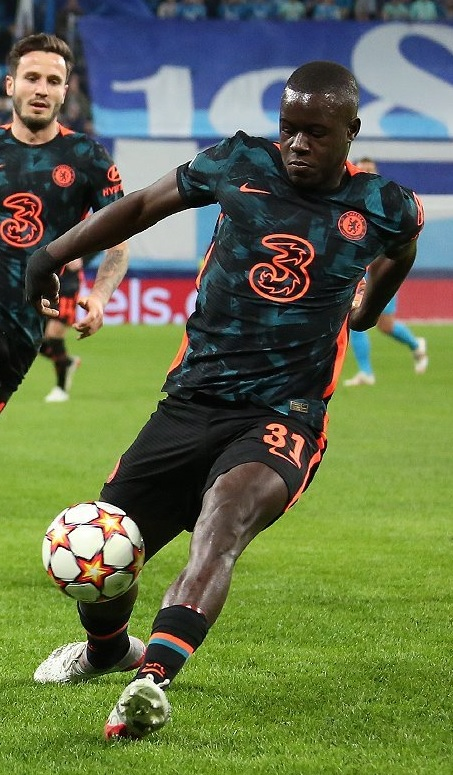
Malang em 2021.

De volta à Londres, Malang passou a tentar ter seu espaço no time azul. Ele chegou a jogar o Mundial de Clubes, onde conseguiu sagrar-se campeão atuando nas duas partidas do clube em 2021, mas foi perdendo esse espaço cada vez mais, sendo sequer relacionado para algumas finais do time nas temporadas seguintes. Com isso, o defensor foi considerado uma "estrela esquecida" dentro do elenco.
Foi com Thomas Tuchel que Sarr esboçou conquistar alguns jogos no time. Com ele, o zagueiro fizera 21 partidas, mas ainda teve de tentar buscar espaço em uma equipe que conseguisse ter mais tempo.
Para buscar mais tempo de jogo, o time decidiu emprestá-lo na temporada 2022–23 para onde ele havia se destacado no começo da carreira.

### Monaco (empréstimo)
Buscando retomar sua boa forma do começo da carreira, Malang Sarr retornou à França e buscou seu espaço no elenco do Monaco por empréstimo.
No clube, o jogador recebia um nível moderado de oportunidades, mas ainda não se firmava no time titular com demasiada frequência. Porém, todas as suas chances de continuar no clube foram encerradas assim que o defensor lesionou-se no quarto mês de 2024. Tal lesão muscular fez com que ele sequer pudesse jogar mais até o fim da época e Sarr deixou o time sem ser comprado e fazendo apenas 17 jogos.

### Chelsea (retorno e exclusão do time principal)
Após retornar ao Chelsea, o jogador não chegou a jogar nenhuma partida da época 2023–24. Em determinado momento, o zagueiro chegou a quase concretizar uma transferência para o Le Havre, mas as conversas não chegaram a um denominador comum e o jogador permaneceu em Londres. Ele tinha contrato até o fim da temporada seguinte, mas não era utilizado pelo clube de Stamford Bridge.
| “                                                                                       | O que o Chelsea fez a Malang Sarr foi vergonhoso. Com apenas alguns detalhes ainda a serem acertados, eles deram meia-volta. Eles deram luz verde ao jovem para viajar e um acordo financeiro foi alcançado para os 18 meses restantes de seu contrato com o Chelsea. No entanto, em diversas ocasiões, eles voltaram atrás no acordo e depois o entregaram novamente. E assim que o jogador aceitou fazer um grande esforço, vir até nós com um salário ínfimo, só para jogar futebol, bloquearam-no. Estava tudo bem, o contrato até tinha sido submetido à liga (LFP), mas nunca recebemos o cancelamento do Chelsea. No final, eles apenas disseram que ele não iria embora e nem atenderam mais o telefone. | ” |
| — Diz o diretor do Le Havre, Mathieu Bodmer, sobre o fracasso das negociações com Sarr. | |   |

Seu último jogo entre os profissionais ocorreu no dia 12 de março de 2023 (ele chegou a estar com o time Sub-21 do Chelsea em uma partida em 8 de maio daquele mesmo ano), e desde então não entrou mais em campo nem pelo Monaco e tampouco pelo clube da Premier League. Por conta desse momento delicado, o jogador ficou deveras deprimido com sua falta de oportunidades, o que preocupou a sua família. O jogador foi excluído do time principal e esteve apenas treinando com o time sub-21 na temporada, mas não entrava em campo em momento algum, ainda que estivesse apto para tal.
| “                                                              | Nunca o vi tão baixo assim. Esta é a primeira vez que o vejo assim. Ele tenta mudar seu estado mental, mas é difícil quando você não está jogando. Ele não está mais no vestiário do time principal, está com as crianças no outro prédio. Ele se sente fora do grupo. Ele tenta esconder seus sentimentos, mas eu o conheço, o que ele realmente está sentindo. Ele quer jogar futebol e trabalha muito para isso. Ele está completamente em forma. Mas no momento ele não sabe onde vai jogar. Amigos e familiares vão ficar com ele ocasionalmente. É importante para ele ter pessoas ao seu redor. Ele adorava jogar com Tuchel. Mas alguns dos amigos mais próximos que ele fez, como N'Golo Kanté e Mason Mount, partiram. Ele vai treinar porque é o trabalho dele, mas sei que ele acha muito difícil porque qualquer jogador de futebol que sabe que não vai jogar vai achar difícil. | ” |
| — Revelou uma fonte anônima para o jornal inglês The Athletic. | |   |

Ainda em seu momento delicado, o jogador recebeu atenção novamente quando, em uma coletiva de impressa do treinador Mauricio Pochettino, um jornalista o indagou sobre a ausência de Sarr no elenco londrino. Confuso, o italiano respondera "quem?" demonstrando não ter ciência da participação do zagueiro que a essa altura já treinava separado do elenco azul.
No dia 24 de julho de 2024, o contrato de Sarr com o Chelsea foi rescindido um ano antes de expirar, após um acordo mútuo com o clube.

### Lens
No dia 26 de julho de 2024, Lens, da Ligue 1, anunciou a assinatura de Sarr com um contrato de duas temporadas, com opção de prorrogação por mais uma temporada.

## Vida Pessoal
Sarr é descendentes de senegaleses. Seus pais mudaram-se para França antes do nascimento dele. O futuro jogador nasceu em Nice.
Malang é Muçulmano e fez sua Peregrinação a Meca, em 2022, juntamente de seus colegas de Chelsea: Antonio Rüdiger, N'Golo Kanté e Hakim Ziyech.

## Títulos
Chelsea
- Copa do Mundo de Clubes da FIFA: 2021

### Prêmios individuais
- 60 jovens promessas do futebol mundial de 2016 (The Guardian)[14]
- 80º melhor jovem do ano de 2017 (FourFourTwo)[37]